# Chipyoka Songa
Chipyoka Songa, né le 24 septembre 2004 à Lusaka en Zambie, est un footballeur international zambien. Il évolue au poste d'ailier gauche à l'Hapoël Petah-Tikva.

## Biographie

### En club
Né à Lusaka en Zambie, Chipyoka Songa est formé par le Lusaka Dynamos mais commence sa carrière au ZESCO United. Le 15 septembre 2023, Songa rejoint le club israélien du Sektzia Ness Ziona F.C. (en), sous la forme d'un prêt d'une saison. 
Le 28 juillet 2024, Chipyoka Songa est prêté de nouveau prêté par le ZESCO United, cette fois à l'Hapoël Petah-Tikva.
Il joue son premier match pour son nouveau club le 26 août 2024, lors d'une rencontre de championnat face au Hapoel Umm al-Fahm F.C. (en). Il est titularisé et son équipe s'impose par deux buts à un.

### En sélection
Chipyoka Songa représente l'équipe de Zambie des moins de 20 ans et participe avec celle-ci à la Coupe d'Afrique des nations des moins de 20 ans en 2023. Lors de cette compétition organisée en Égypte, il prend part à deux matchs, dont un comme titulaire. Avec un bilan d'un nul et deux défaites, la Zambie ne parvient pas à dépasser le premier tour du tournoi.
Chipyoka Songa honore sa première sélection avec l'équipe nationale de Zambie face au Tchad le 11 octobre 2024. Il entre en jeu à la place de Joseph Sabobo lors de cette rencontre où les deux équipes se neutralisent (0-0 score final).